# Castiglione del Lago
Castiglione del Lago is een gemeente in de Italiaanse provincie Perugia (regio Umbrië) en ligt aan de zuidwestkust van het Trasimeense Meer. Het telt zo'n 15.000 inwoners, de oppervlakte bedraagt 205,6 km². De gemeente bestaat uit verscheidene Frazione, waaronder Panicarola.

## Demografie
Castiglione del Lago telt ongeveer 6078 huishoudens. Het aantal inwoners steeg in de periode 1991-2001 met 6,1% volgens cijfers uit de tienjaarlijkse volkstellingen van ISTAT.
| Jaar | Inwoneraantal |
| ---- | ------------- |
| 1991 | 13.409        |
| 2001 | 14.230        |

## Geografie
De gemeente ligt op ongeveer 304 m boven zeeniveau.
Castiglione del Lago grenst aan de volgende gemeenten: Chiusi (SI), Città della Pieve, Cortona (AR), Magione, Montepulciano (SI), Paciano, Panicale, Passignano sul Trasimeno en Tuoro sul Trasimeno.

## Geboren
- Franco Rasetti (1901-2001), Italiaans-Amerikaans natuurkundige
- Eros Capecchi (1986), wielrenner
- Andrea Antonelli (1988-2013), motorcoureur
- Stefano Okaka Chuka (1989), voetballer

## Galerij

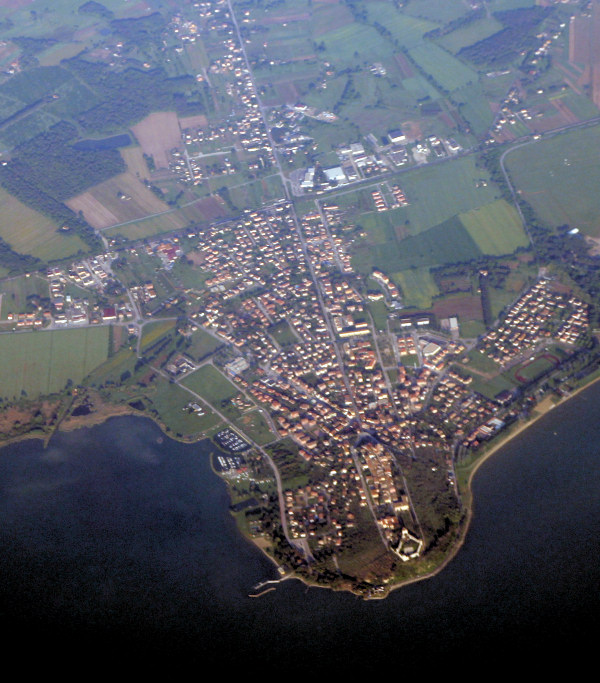
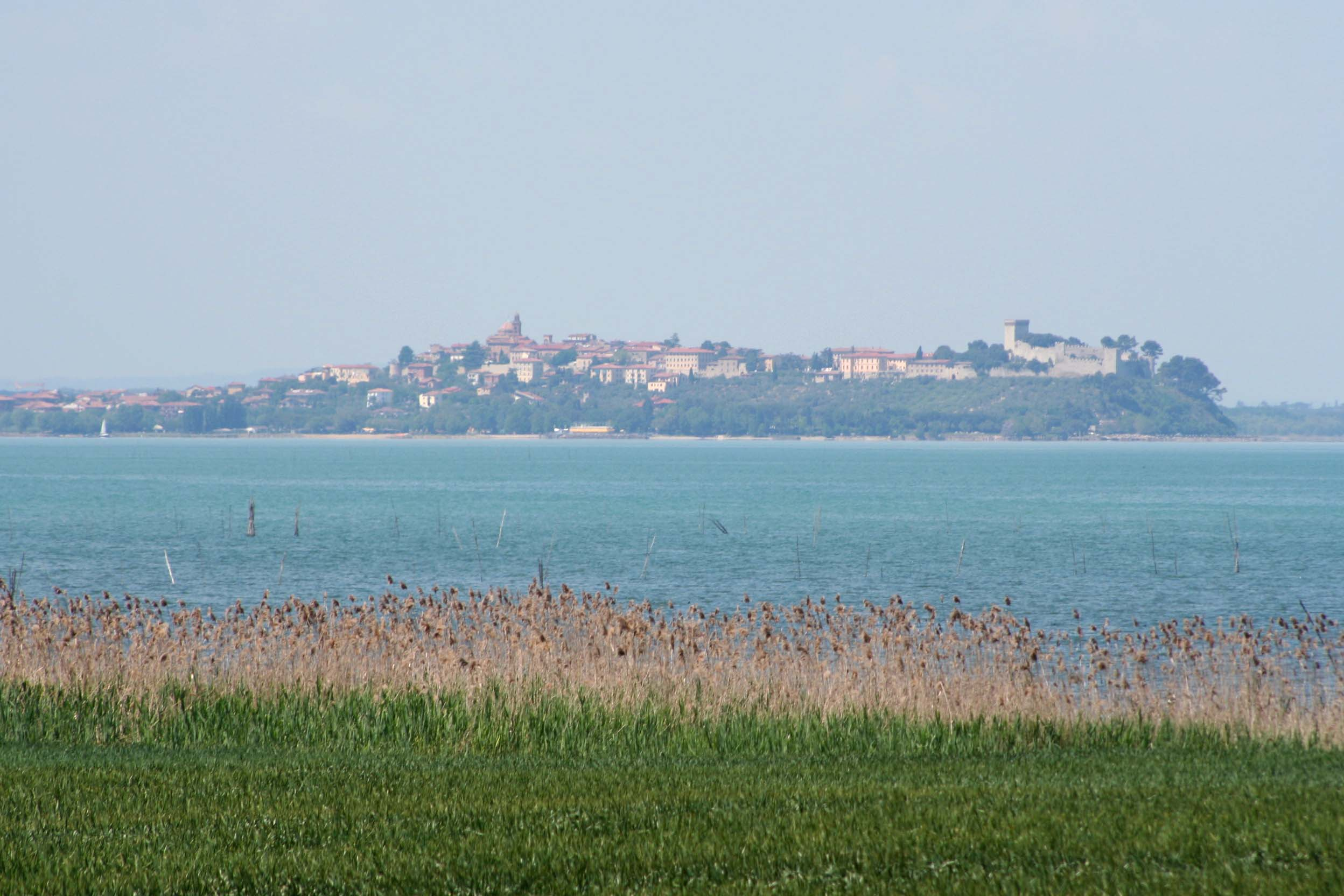
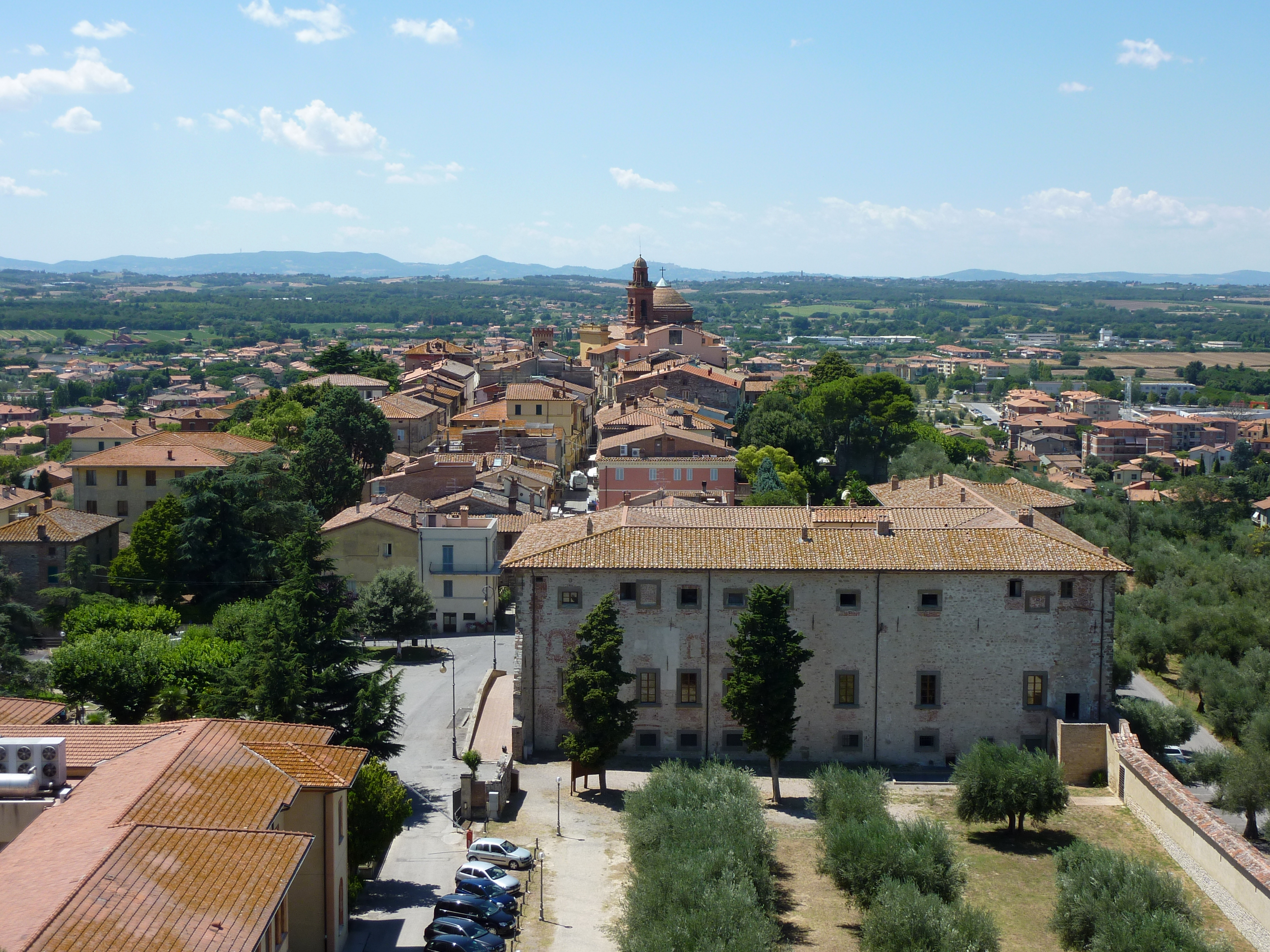
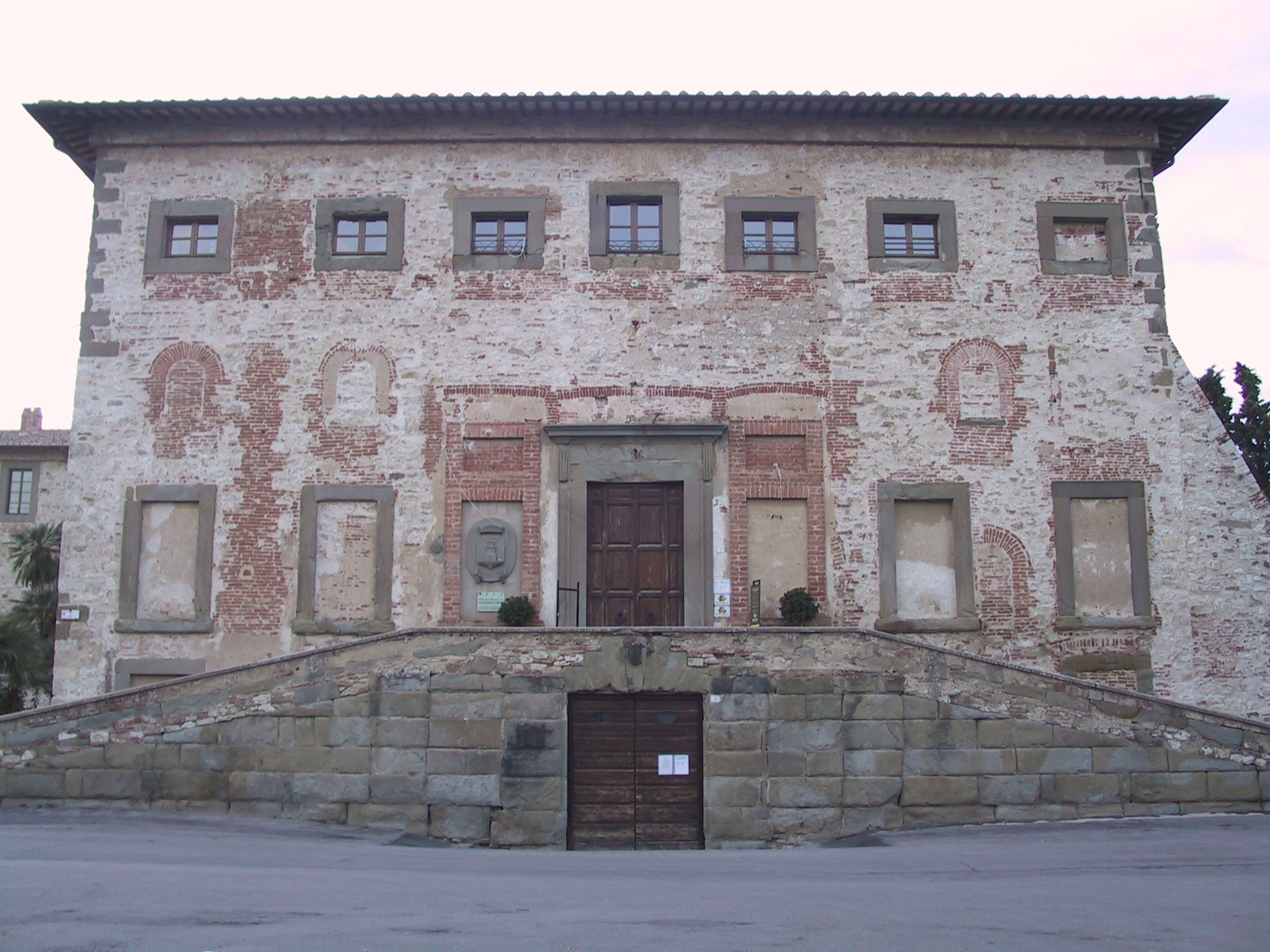
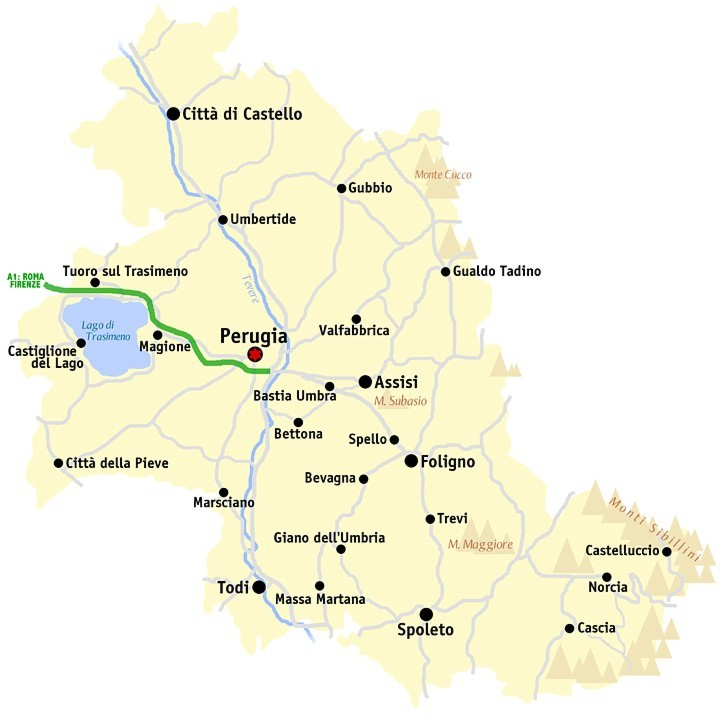
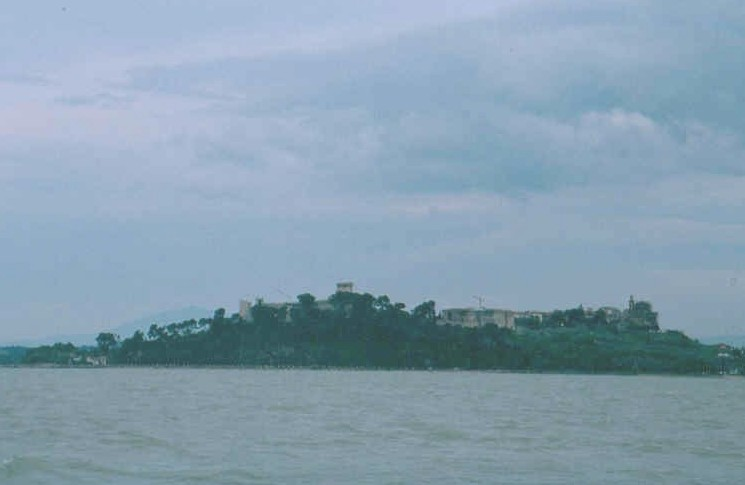
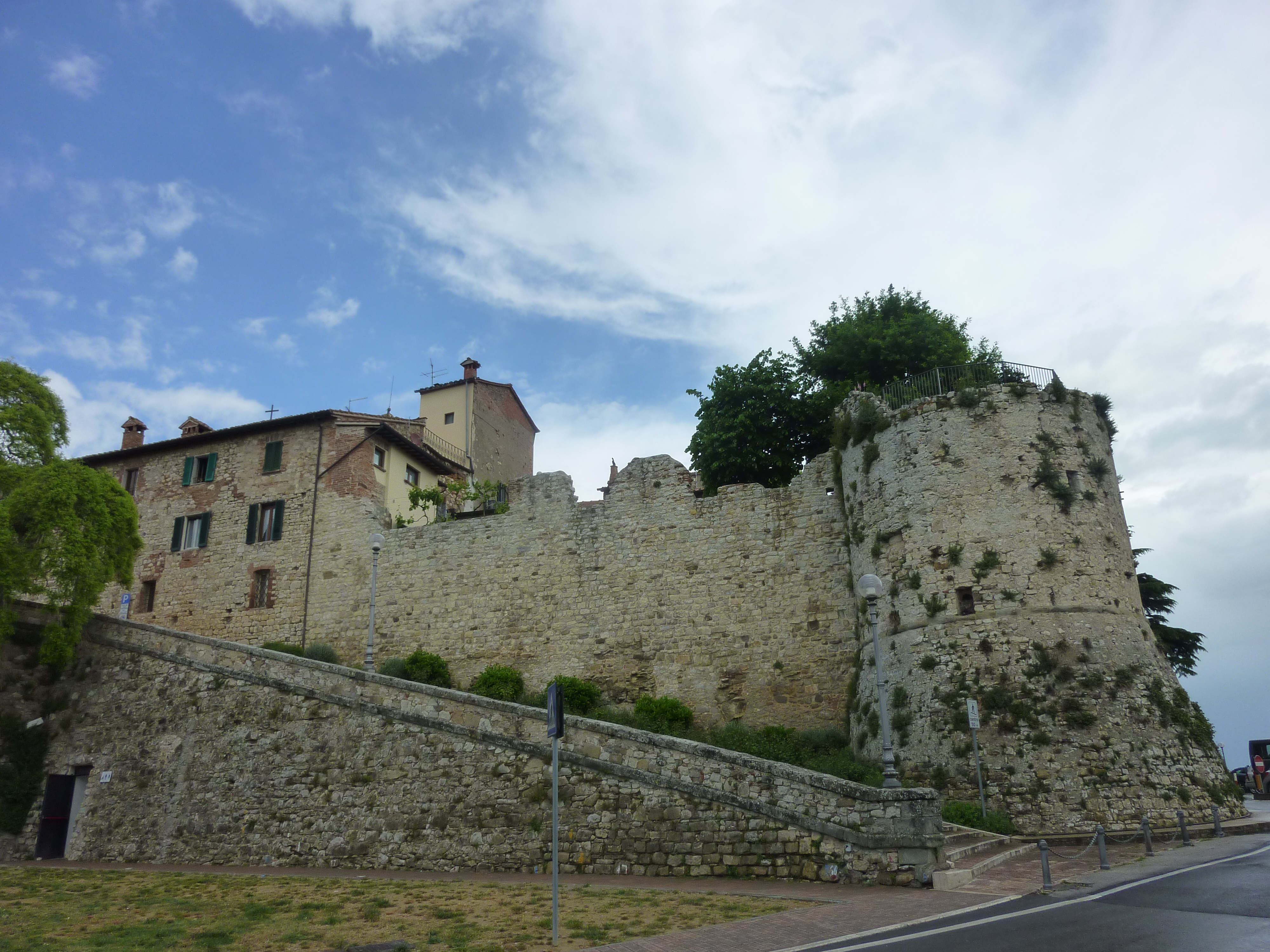